# Enrico Acerbi
Enrico Acerbi (auch Heinrich Acerbi; * 25. Oktober 1785 in Castano Primo; † 5. Dezember 1827 in Tremezzina) war ein italienischer Mediziner.

## Leben
Enrico Acerbi studierte Medizin und tätigte Bildungsreisen. Später war er Professor an der Klinik der Universität Mailand. Als Arzt machte er sich einen Namen; Constantin von Wurzbach urteilte: „Sein eigenthümlicher, geistreicher, von muntern Einfällen gewürzter Vortrag und die Kunst seiner überraschenden Diagnose füllten die Krankensäle […] mit Studirenden“. Am 5. Dezember 1827 starb Acerbi in Tremezzina im Alter von 42 Jahren.

## Werke
- Dottrina teorico-pratica del morbo petecchiale e de’ contagj in genere (Mailand 1822)
- Annotazioni di medicina pratica